# Thomas Bille
Thomas Bille (* 18. Mai 1961 in Münster) ist ein deutscher Journalist und Moderator.

## Leben
Thomas Bille besuchte die katholische Grundschule „Don Bosco“ und anschließend das Gymnasium Paulinum in Münster. Bille absolvierte von 1983 bis 1986 eine Berufsausbildung zum Metallformer- und gießer in der Fachrichtung Kunstguss bei der Kunstgießerei Schwab in Münster-Sprakel. Danach studierte er bis 1991 an der Universität Dortmund Journalistik. Während dieser Zeit absolvierte er ein Volontariat beim Hessischen Rundfunk und Praktika beim Werler Anzeiger, beim Kabelpilotprojekt Dortmund und bei der Kieler Rundschau. Von 1986 bis 1992 war Bille freier Mitarbeiter beim Börsenblatt für den Deutschen Buchhandel (Frankfurt am Main/Leipzig).
Seit dem 1. Mai 1992 arbeitet Bille als freier Mitarbeiter beim Radiosender MDR Kultur bzw. dessen Vorgänger MDR Figaro. Dort moderiert er unter anderem die Rundfunksendungen Figaro – Das Journal am Morgen – jetzt MDR Kultur am Morgen, Figaro – Das Journal am  Nachmittag – jetzt MDR Kultur am Nachmittag und MDR-Figaro-Café – jetzt MDR KULTUR-Café. Seit 1999 ist er auch im MDR-Fernsehen zu sehen. Dort moderiert er im Wechsel mit Yara Hoffmann das Kulturmagazin artour.  In der Spielzeit 2013/2014 war er Moderator der Gesprächsreihe Bille im Gespräch am Deutschen Nationaltheater Weimar. Seit 2012 ist er Moderator der „Leipziger Gespräche“, einer Veranstaltungsreihe der Volkshochschule Leipzig und Sparkasse Leipzig. Gäste waren unter anderen Josef Schuster, Friedrich Küppersbusch, Andris Nelsons und Jan Böhmermann.
Thomas Bille lebte von 1990 bis 2006 in Leipzig, seit 2006 wohnt er in Halle/Saale. Er hat zwei Söhne und eine Tochter.